# Кальдозеро
Кальдозеро — пресноводное озеро на территории Плотинского сельского поселения Лоухского района Республики Карелии.

## Общие сведения
Площадь озера — 1,6 км². Располагается на высоте 54,5 метров над уровнем моря.
Форма озера лопастная, продолговатая: оно более чем на пять километров вытянуто с юго-запада на северо-восток. Берега изрезанные, каменисто-песчаные, преимущественно возвышенные.
Из юго-западной оконечности озера вытекает протока, впадающая в Лоухское озеро, из которого берёт начало река Луокса, приток реки Керети, впадающей, в свою очередь, в Белое море.
В Кальдозере расположено не менее восьми безымянных островов различной площади.
Код объекта в государственном водном реестре — 02020000711102000002644.